# Morten Giese
Morten Giese (født 17. marts 1964) er en dansk filmklipper og instruktør. Uddannet son klipper på Den Danske Filmskole i 1993. Som klipper har han blandt andet arbejdet tæt og kontinuerligt sammen med Per Fly, som han gik på Filmskolen med.
Debuterede som instruktør med 'Dykkerdrengen' (2002), en halv times novellefilm om en dreng på ferie med sin alkoholikerfar. Den vandt prisen som bedste korte fiktionsfilm på Odense-festivalen og blev fulgt op af endnu en novellefilm om en drengs problematiske forhold til sin far, 'Min far er bokser' (2005). Hans første spillefilm, 'Vanvittig forelsket' (2009), handler om en talentfuld ung pianist, der afspores af voldelig jalousi i forholdet til sin kæreste.
Blandt de film, Giese har klippet, er Per Flys roste og prisvindende trilogi om det moderne Danmark, 'Bænken' (2000), 'Arven' (2003) og 'Drabet' (2005).
Har instrueret 14 afsnit af tv-serien 'Hotellet' (2000-02) samt været klipper på serierne 'Arvingerne' (2014) og 'Bedrag' (2016).
Giese var spillefilmkonsulent på Det Danske Filminstitut fra september 2016 til januar 2019.

## Filmografi
- Graverne 	2024 	Klipper
- Fremmede i Karl Oves Paradis 	2021 	Klipper, Klippekonsulent
- Dobbeltspil 	2018 	Klipper
- Hjertelandet 	2018 	Trailer-klipper
- Bedrag 1 	2016 	Klipper
- Den sidste tid 	2016 	Klipper
- Bedrag 2 	2016 	Klipper
- Moussa Diallo - manden og musikken 	2015 	A-klipper
- Machine 	2015 	Klipper
- Arvingerne 1 	2014 	Klipper
- I Kærlighedens Navn 	2013 	Klipper
- 2 piger 1 kage 	2013 	Klipper
- Bosporus 	2011 	Klip
- The house inside her 	2011 	Klip
- Girl in the Water 	2011 	Klip
- Kvinden der drømte om en mand 	2010 	Klip
- Vanvittig forelsket 	2009 	Instruktion, Manuskript
- Over gaden under vandet 	2009 	Trailer
- Fighter 	2007 	Klippekonsulent
- Store planer 	2005 	Klip
- Drabet 	2005 	Klipper
- Min far er bokser 	2004 	Instruktion, Manuskript
- Arven 	2003 	Klip
- Manden bag døren 	2003 	Klip
- Dykkerdrengen 	2002 	Instruktion, Manus
- Okay 	2002 	Klip
- Hotellet 	2000 	Instruktion, Kreativ producer
- Max 	2000 	Klip
- Bænken 	2000 	Klip
- Den onde cirkel 	1999 	Klip
- Spor i mørket 	1997 	Klip
- Jacobs liste 	1997 	Klip
- Ørnens øje 	1997 	Klip
- En stille død 	1997 	Klip
- Et hjørne af paradis 	1997 	Klipper
- Ska' vi være kærester? 	1996 	Klip
- To be or nothing to eat 	1996 	Klip
- At opfinde virkeligheden 	1996 	Klip
- Menneskedyret 	1995 	Klip
- Buldermanden 	1995 	Klip
- Monsterfest 	1995 	Klip
- Drengen der gik baglæns 	1994 	Klip
- - kalder Katrine! 	1994 	Klip
- Voodoo Europa 	1994 	Klip
- Min elskede 	1994 	Klip
- Værelse 17 	1993 	Klip
- Tre små historier 	1993 	Klip
- Debutanten 	1993 	Klip
- Rakel Mirakel 	1993 	Klip
- Fra sol til sukker 	1992 	Klip
- Requiem 	1991 	Klip
- Den ufuldendte 	1991 	Klip
- Jorden er giftig 	1988 	Klip
- Trællenes oprør 	1979 	Stemme
- Trællene 	1978 	Stemme